# (7403) Choustník
(7403) Choustník est un astéroïde de la ceinture principale.

## Description
(7403) Choustník est un astéroïde de la ceinture principale. Il fut découvert le 14 janvier 1988 à l'Observatoire Kleť par Antonín Mrkos. Il présente une orbite caractérisée par un demi-grand axe de 2,72 UA, une excentricité de 0,27 et une inclinaison de 8,6° par rapport à l'écliptique.

## Compléments